# Champvans (Jura)
Champvans település Franciaországban, Jura megyében. Lakosainak száma 1460 fő (2022. január 1.). Champvans Sampans, Samerey, Flagey-lès-Auxonne, Saint-Seine-en-Bâche, Damparis, Dole, Foucherans és Monnières községekkel határos.

## Népesség
A település népességének változása:
| Lakosok száma | 1339 | 1330 | 1300 | 1404 | 1343 | 1390 | 1414 | 1442 | 1456 | 1460 |
|               | 1968 | 1982 | 1990 | 2006 | 2013 | 2015 | 2017 | 2019 | 2020 | 2022 |